# Vörös László (miniszter)
Farádi Vörös László (Pusztadombegyháza, Csanád vármegye, 1848. június 7. – Budapest, 1925. október 23.) magyar  politikus, miniszter.

## Életpályája
Jogi tanulmányait Nagyváradon végezte. A Közmunka- és Közlekedésügyi Minisztérium Vasúti Szakosztálya fogalmazója (1871–1879), miniszteri titkára (1879–1889), tanácsosa (1889–1895). A Kereskedelemügyi Minisztérium államtitkára (1895. február – 1898. július), a Szabadelvű Párt programjával országgyűlési képviselő (Szék, 1895–1896; Kaposvár, 1896–1905). Jelentős szerepet játszott a magyarországi vasútfejlesztésben: elkészítette az első hivatalos menetrendkönyvet (1882), megalapította a vasúti- (1887), valamint a posta- és távírótisztképző intézetet (1888). A közúti vasutak kormánybiztosaként ő irányította a fővárosi lóvasút villamosítását, valamint a földalatti vasút megépítését. A kormányválság idején, 1905. június 18-tól 1906. április 8-ig a Fejérváry-kormány kereskedelemügyi minisztere.  1871-ben a megalapítója, 1877 és 1884 között szerkesztője volt  a Magyar Vasúti Évkönyvnek. A Vasúti és Közlekedési Közlöny szerkesztője volt 1887-ig.

## Emlékezete
Sírja a Fiumei úti Sírkertben található (39-1-12).